# Igreja de Santa Maria de Alcáçova
A  Igreja de Santa Maria de Alcáçova, ou Igreja Paroquial de Alcáçova, situa-se na antiga freguesia da Alcáçova, na atual freguesia de Caia, São Pedro e Alcáçova, na cidade e no Município de Elvas, em Portugal.
Construída em 1230, no local da mesquita principal de Elvas, a igreja foi sujeita a transformações, ocultando os vestígios árabes, que foram desaparecendo ao longo de séculos. A mesquita terá sido construída no século VIII e fechou após a conquista da cidade de Elvas pelo rei D. Sancho II em 1230. Da mesquita original, resta o mirhab orientado para sul (Meca), que foi entaipado, provavelmente durante o século XVI. Este mirhab existe hoje como uma saliência visível na parte exterior da igreja, do lado direito, tendo por cima algumas ameias.
Sendo inicialmente de padroado régio, a igreja foi doada à Ordem de Avis em 1303, por D. Dinis. Sofreu alterações profundas nos séculos XVI, XVII e XVIII, conferindo-lhe o aspeto atual.
A fachada da Igreja de Santa Maria de Alcáçova é simples, tendo no topo uma pietá ao centro. O interior tem três naves abobadadas. A capela-mor, também de estilo simples, possui uma imagem em pedra de uma Pietá do século XV. Uma das duas capelas colaterais é em alvenaria do século XVIII, tendo uma imagem de Nossa Senhora. A segunda, consagrada a São João Baptista, é construída em talha dourada do século XVII. A capela lateral do lado esquerdo foi forrada completamente em talha dourada da segunda metade do século XVII. A capela do lado contrário é em alvenaria.